# Lijst van voetbalinterlands Burundi - Ethiopië (vrouwen)
Deze lijst van voetbalinterlands is een overzicht van alle officiële voetbalinterlands tussen de nationale vrouwenteams van Burundi en Ethiopië. De landen hebben tot nu toe twee keer tegen elkaar gespeeld. 

## Wedstrijden
| № | Plaats      | Datum             | Competitie                                | Wedstrijd          | Uitslag            |
| - | ----------- | ----------------- | ----------------------------------------- | ------------------ | ------------------ |
| 1 | Addis Abeba | 22 september 2023 | Afrikaans kampioenschap 2025 kwalificatie | Burundi − Ethopië  | 1 − 1              |
| 2 | Addis Abeba | 26 september 2023 | Afrikaans kampioenschap 2025 kwalificatie | Ethiopië − Burundi | 1 − 1 (n.p. 3 - 5) |

## Samenvatting
| Competitie                           | Totaal gespeeld | Winst Burundi | Gelijk | Winst Ethiopië | Doelsaldo Burundi – Ethopië |
| ------------------------------------ | --------------- | ------------- | ------ | -------------- | --------------------------- |
| Afrikaans kampioenschap kwalificatie | 2               | 0             | 2      | 0              | 2 − 2                       |
| Totaal                               | 2               | 0             | 2      | 0              | 2 − 2                       |